# Trogen (Zwitserland)
Trogen is een gemeente en plaats in het Zwitserse kanton Appenzell Ausserrhoden.
Trogen telt 1.696 inwoners. De plaats ligt ten zuiden van de Bodensee even ten oosten van Sankt Gallen.

## Geboren
- Johannes Jakob (1804-1868), politicus

## Overleden
- Anna Barbara Zellweger (1775-1815), notabele
- Johannes Jakob (1804-1868), politicus

Bühler · Gais · Grub · Heiden · Herisau · Hundwil · Lutzenberg · Rehetobel · Reute · Schönengrund · Schwellbrunn · Speicher · Stein · Teufen · Trogen · Urnäsch · Wald · Waldstatt · Wolfhalden · Walzenhausen
- Gemeinsame Normdatei: 4106969-9
- Historisch woordenboek van Zwitserland: 001304
- MusicBrainz: 7fed196e-bd1a-49a0-8801-b06130c833bb
- Virtual International Authority File: 236392912